# Gambang
Un gambang, pròpiament anomenat gambang kayu ("gambang de fusta") és un instrument similar al xilòfon utilitzat entre la gent d'Indonèsia i del sud de les Filipines al gamelan i al kulintang, amb làmines de fusta en lloc de les metàl·liques més típiques dels metal·lòfons del gamelan. Un instrument en gran part obsolet, el gambang gangsa, és un instrument similar fet amb làmines de metall.

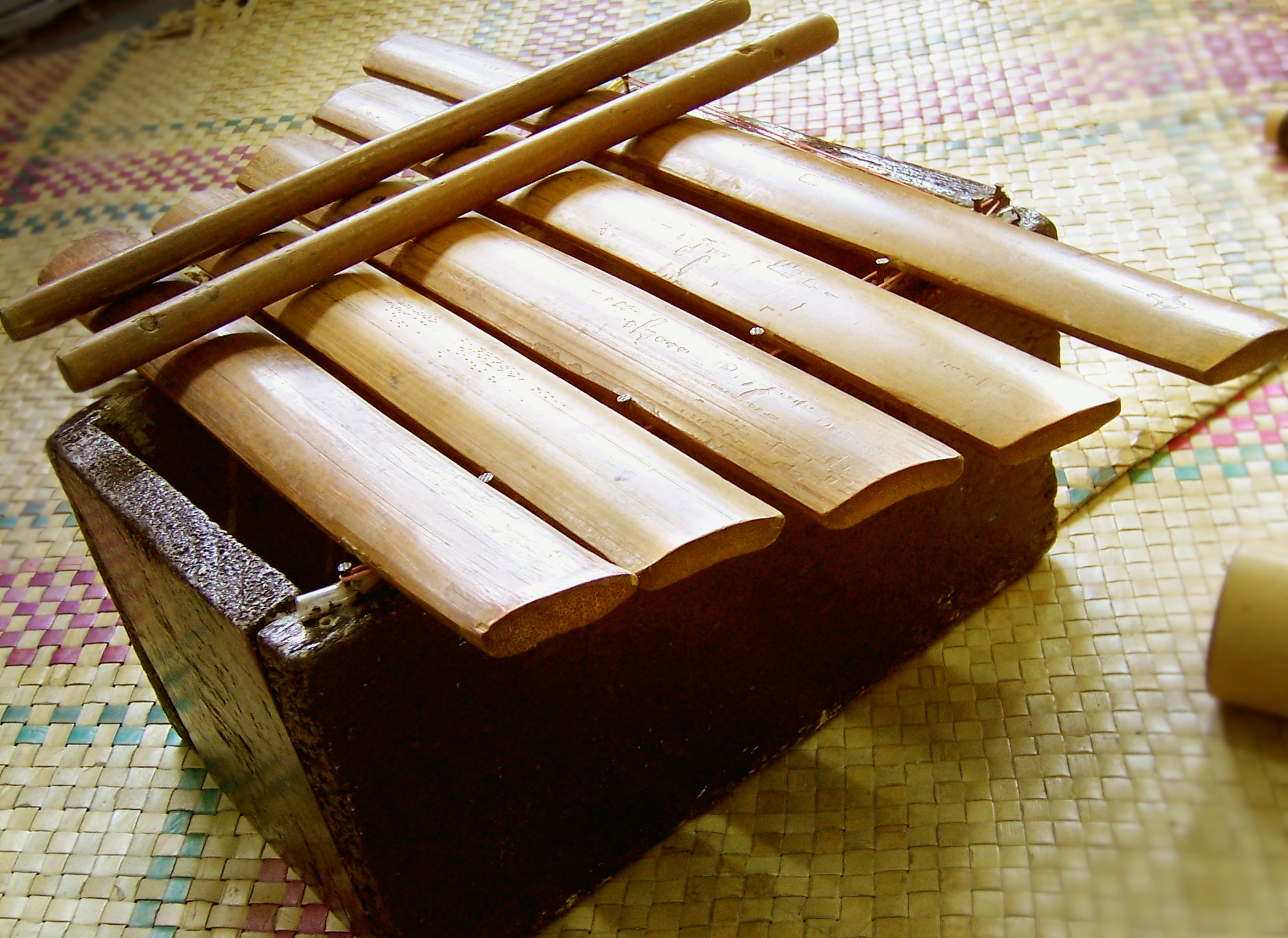
Una versió de bambú de cinc làmines utilitzada normalment a actuacions per Kontra-Gapi, un conjunt de música ètnica moderna de les Filipines.

## Gambang kayu
Les làmines de l'instrument estan fetes d'una fusta seca, generalment de tec. També es poden trobar d'ironwood (kayu besi). Les làmines son col·locades sobre una caixa de fusta profunda que serveix de ressonador. Els instruments típicament tenen de 17 a 21 làmines que es retiren fàcilment i que es mantenen a lloc mitjançant un forat pel qual hi passa una agulla. Generalment, un gamelan sencer té dos conjunts, un gambang pelog i l'altre un gambang slendro.
Un parell de martells llargs i prims (tabuh), fets de banya de búfal asiàtic domèstic flexible amb punta de feltre, s'utilitzen per tocar l'instrument. Els gambangs es toquen principalment en octaves paral·leles (gembyang). Ocasionalment, s'empren altres estils d'interpretació com ara tocar el kempyung, que consisteix a tocar dues notes separades per dues làmines. A diferència de la majoria dels altres instruments de gamelan, no és necessari l'apagat, ja que la fusta no sona com les làmines metàl·liques d'altres instruments.
El gambang s'empra a nombrosos conjunts de gamelan, entre els quals destaca el conjunt balinès gamelan gambang. Al wayang javanès, s'utilitza per acompanyar al dalang a alguns cants. Dins d'un gamelan sencer, destaca per la seva ràpida interpretació, i pel contrast tímbric dels materials i més, ja que té un rang melòdic més ampli que els altres instruments.
En els conjunts de gamelan javanès, el gambang toca cengkok com els altres instruments elaboradors. Tanmateix, el repertori de cengkok pel gambang és més rudimentari que per altres instruments (per exemple, el gender), i s'accepta molta variació.

## Gambang gangsa
El gambang gangsa té una construcció similar, tot i que generalment té menys làmines (normalment 15) i és, per tant, una mica més petit. En gran part, ha estat reemplaçat per la família d'instruments saron. Anteriorment es pensava que era un precursor del saron d'una octava, tot i que proves més recents, incloent-hi l'aspecte del saron en relleus del segle IX a Borobudur, indica que els instruments son de la mateixa edat o que el saron d'una octava és més antic.
Segons escrits de principis del segle xix sobre el gamelan javanès, sembla que s'havia arribat a tocar com el gambang kayu, és a dir, com un instrument elaborador. Més tard, a voltans de l'any 1890, sembla que va ser substituït pel saron, quedant restringit a un rang petit. Mantle Hood va associar aquest ús de rang limitat a una preferència per un cert arranjament d'octaves de les cadències en diversos pathet.